# Alejandro Amenábar
Alejandro Fernando Amenábar Cantos (Santiago, Čile, 31. ožujka 1972.), španjolski filmski redatelj, scenarist i skladatelj filmske glazbe. Smatra se jednim od najznačajnijih španjolskih redatelja današnjice. Dobitnik je Oscara za najbolji strani film i deveterostruki osvajač nagrade Goya.

## Životopis
Amenábar je rođen u Santiago, Čile od majke Španjolke i oca Čileanca. U prvoj godini života obitelj mu se seli u Španjolsku. Odrastao je u Madridu, gdje je upisao fakultet informacijskih znanosti na Universidad Complutense de Madrid.  Odustao je od studija kako bi se posvetio filmskoj režiji. 
Za svoj prvi film Himenóptero napisao je scenarij, skladao glazbu, režirao i glumio.
Pozornost privlači svojim cjelovečernjim prvijencem Referat (1996.), s kojim osvaja nagradu Goya za najbolji scenarij i redatelja debitanta.
Za film Život je more dobio je Specijalnu nagradu žirija na Venecijanskom filmskom festivalu, 2004. godine. Za isti je film je u veljači 2005. dobio Oscara za najbolji strani film.
2009., završio je snimanje povijesnog spektakla Agora. Radnja filma odvija se u Egiptu pod Rimskom upravom i zasnovana je na životu filozofkinje i matematičarke Hipatije iz Aleksandrije.

## Filmografija

### Kao redatelj
| Godina | Film          | Komentar    |
| ------ | ------------- | ----------- |
| 1992.  | Himenóptero   | Kratki film |
| 1995.  | Luna          | Kratki film |
| 1996.  | Referat       |             |
| 1997.  | Otvori oči    |             |
| 2001.  | Uljezi        |             |
| 2004.  | Život je more |             |
| 2009.  | Agora         |             |

## Vanjske poveznice
- Službena stranica  Arhivirana inačica izvorne stranice od 19. siječnja 2012. (Wayback Machine)
- Alejandro Amenábar u internetskoj bazi filmova IMDb-u (engl.)
- Alejandro Amenábar  Arhivirana inačica izvorne stranice od 20. veljače 2012. (Wayback Machine) na Filmski.net